# Temporada da NFL de 1957
A Temporada de 1957 da NFL foi a 38ª temporada regular da National Football League. Neste ano ocorreu um empate pelo título da Western Conference da liga entre Detroit Lions e San Francisco 49ers, sendo necessária, portanto, uma partida de desempate para enfrentar o já classificado na Eastern Conference, Cleveland Browns.
Conhecida como divisonal round, ou rodada divisional, esta partida foi disputada em 22 de Dezembro de 1957 no Kezar Stadium em San Francisco, Califórnia para 60,118 pessoas, que assistiram a derrota da equipe visitante, Detroit Lions, por 31 a 27.
A partida para definir o campeão foi disputada em 29 de Dezembro de 1957 no Briggs Stadium em Detroit, Michigan para 55,263 pessoas. O Lions jogando em casa venceu por uma larga vantagem 59 a 14, consagrando-se campeão.

## Draft
O Draft para aquela temporada foi realizado no dia 26 de Novembro de 1955 e entre 31 de Janeiro de 1957. As rodadas 1 e 4 ocorreram no Bellevue-Stratford Hotel na Filadélfia, Pensilvânia; e da 5 a 30 no Bellevue-Stratford Hotel, também na Filadélfia. E, com a primeira escolha, o Green Bay Packers selecionou o halfback e futuro membro do Pro Football Hall of Fame, Paul Hornung da Universidade de Notre Dame.

## Classificação Final
Assim ficou a classificação final da National Football League em 1957.
P = Nº de Partidas, V = Vitórias, D = Derrotas, E = Empates, PCT = Porcentagem de vitória, DIV = Recorde de partidas da própria divisão, PF = Pontos a favor, PA = Pontos contra
| NFL Eastern Conference |   |   |   |      |       |     |     |
| Time                   | V | D | E | PCT  | DIV   | PF  | PC  |
| Cleveland Browns       | 9 | 2 | 1 | .818 | 8–1–1 | 269 | 172 |
| New York Giants        | 7 | 5 | 0 | .583 | 6–4   | 254 | 211 |
| Pittsburgh Steelers    | 6 | 6 | 0 | .500 | 5–5   | 161 | 178 |
| Washington Redskins    | 5 | 6 | 1 | .455 | 4–5–1 | 251 | 230 |
| Philadelphia Eagles    | 4 | 8 | 0 | .333 | 4–6   | 173 | 230 |
| Chicago Cardinals      | 3 | 9 | 0 | .250 | 2–8   | 200 | 299 |

| NFL Western Conference |   |   |   |      |     |     |     |
| Time                   | V | D | E | PCT  | DIV | PF  | PC  |
| Detroit Lions          | 8 | 4 | 0 | .667 | 6–4 | 251 | 231 |
| San Francisco 49ers    | 8 | 4 | 0 | .667 | 7–3 | 260 | 264 |
| Baltimore Colts        | 7 | 5 | 0 | .583 | 6–4 | 303 | 235 |
| Los Angeles Rams       | 6 | 6 | 0 | .500 | 5–5 | 307 | 278 |
| Chicago Bears          | 5 | 7 | 0 | .417 | 4–6 | 203 | 211 |
| Green Bay Packers      | 3 | 9 | 0 | .250 | 2–8 | 218 | 311 |

## Playoffs
Após o empate pelo título da Western Conference e automática classificação à final no Championship Game da NFL, entre Detroit Lions e San Francisco 49ers, foi realizada uma partida desempate no Kezar Stadium em San Francisco, Califórnia para 60,118 pessoas. Após a vitória de Detroit, eles se classificaram e jogaram a final em casa no Briggs Stadium para 55,263 pessoa e consagraram-se campeões da temporada.
|  | Desempate da Western Conference | Desempate da Western Conference | Desempate da Western Conference |  |  | NFL Championship | NFL Championship | NFL Championship |
|  |                                 |                                 |                                 |  |  |                  |                  |                  |
|  |                                 |                                 |                                 |  |  | A                | Cleveland Browns | 14               |
|  | W                               | Detroit Lions                   | 31                              |  |  | N                | Detroit Lions    | 59               |
|  | W                               | San Francisco 49ers             | 27                              |  |  |                  |                  |                  |

## Líderes em estatísticas da Liga
| Estatística                                 | Nome              | Equipe              | Total |
| ------------------------------------------- | ----------------- | ------------------- | ----- |
| Passando                                    |                   |                     |       |
| Jardas de Passe                             | Johnny Unitas     | Baltimore Colts     | 2250  |
| Passes para TD                              | Johnny Unitas     | Baltimore Colts     | 24    |
| % de Passes Completos                       | Y.A. Tittle       | San Francisco 49ers | .631  |
| Correndo                                    |                   |                     |       |
| Jardas Corridas                             | Jim Brown         | Cleveland Browns    | 942   |
| Corridas para TD                            | Jim Brown         | Cleveland Browns    | 9     |
| Recebendo                                   |                   |                     |       |
| Jardas Recebidas                            | Raymond Berry     | Baltimore Colts     | 800   |
| Nº de Recepções                             | Billy Wilson      | San Francisco 49ers | 52    |
| Recepções para TD                           | Jim Mutscheller   | Baltimore Colts     | 8     |
| Defesa                                      |                   |                     |       |
| Interceptações                              | Jack Butler       | Pittsburgh Steelers | 10    |
| Interceptações                              | Jack Christiansen | Detroit Lions       | 10    |
| Interceptações                              | Milt Davis        | Baltimore Colts     | 10    |
| Times Especiais                             |                   |                     |       |
| Média de Punt                               | Larry Barnes      | San Francisco 49ers | 47.1  |
| Números coletados do Pro Football Reference |                   |                     |       |

## Prêmios
Nesta temporada, a Associated Press também começou a entregar prêmios um ao jogador mais valioso da temporada e um ao melhor treinador da temporada. Em sua primeira edição, George Wilson do Detroit Lions venceu o prêmio de melhor treinador. E Jim Brown, running back do Cleveland Browns de jogador mais valioso.
| Prêmio                                 | Premiado      | Posição   | Franquia            | Ref    |
| -------------------------------------- | ------------- | --------- | ------------------- | ------ |
| AP NFL Jogador Mais Valioso            | Jim Brown     | RB        | Cleveland Browns    | [ 10 ] |
| AP NFL Treinador do Ano                | George Wilson | Treinador | Detroit Lions       | [ 11 ] |
| UPI NFL Most Valuable Player           | Y.A. Tittle   | QB        | San Francisco 49ers | [ 12 ] |
| Sporting News NFL Jogador Mais Valioso | Jim Brown     | RB        | Cleveland Browns    | [ 13 ] |
| NEA NFL Jogador Mais Valioso           | Johnny Unitas | QB        | Baltimore Colts     | [ 14 ] |

## Treinadores

### Troca de Treinadores
- Detroit Lions: Buddy Parker foi substituído por George Wilson.[15]
- Pittsburgh Steelers: Walt Kiesling foi substituído por Buddy Parker.[16]

## Mudança de Estádio
- O Green Bay Packers se mudou do City Stadium para o New City Stadium, futuro Lambeau Field.[17]

## Biografia
- NFL Record and Fact Book (ISBN 1-932994-36-X)
- NFL History 1931–1940 (Last accessed December 4, 2005)
- Total Football: The Official Encyclopedia of the National Football League (ISBN 0-06-270174-6)